# Ixora foliosa
Ixora foliosa är en måreväxtart som beskrevs av William Philip Hiern. Ixora foliosa ingår i släktet Ixora och familjen måreväxter. Inga underarter finns listade i Catalogue of Life.